# Phare de Scilla
Le phare de Scilla (en italien : Faro di Scilla) est un phare actif situé au Château Ruffo de Scilla sur le territoire de la commune de Scilla (Province de Reggio de Calabre), dans la région de Calabre en Italie. Il est géré par la Marina Militare.

## Histoire
Le phare, mis en service en 1913 sur le Château Ruffo de Scilla du XIIIe siècle, marque l'entrée nord du Détroit de Messine.
Il est entièrement automatisé et alimenté par le réseau électrique.

## Description
Le phare  est une tour cylindrique en métal de 6 m de haut, avec galerie et lanterne. La tourelle est peinte en blanc avec un soubassement noir et le dôme de la lanterne est gris métallique. Il émet, à une hauteur focale de 72 m, un bref éclat blanc de 0,3 seconde par période de 5 secondes. Sa portée est de 22 milles nautiques (environ 41 km) pour le feu principal et 18 milles nautiques (environ 33 km) pour le feu de veille.
Identifiant : ARLHS : ITA-050 ; EF-2712 - Amirauté : E1766 - NGA : 9708 .

## Caractéristiques dufeu maritime
Fréquence : 5 secondes (W)
- Lumière : 0,3 seconde
- Obscurité : 4,7 secondes

|                    |
| Détroit de Messine |

|                   |
| Chateau de Scilla |

|          |
| Le phare |

### Lien connexe
- Liste des phares de l'Italie